# David Sloan
David Sloan (28. oktober 1941 - 4. februar 2016) var en nordirsk fodboldspiller (midtbane) fra Lisburn. Han spillede to kampe for Nordirlands landshold og tilbragte hele sin klubkarriere i England.